# Nothafen
Ein Nothafen (auch Schutzhafen, englisch port of refuge) ist ein Schiffsliegeplatz für ein in Seenot befindliches Schiff. Ein solcher Notliegeplatz kann auch ein inneres Gewässer, eine vorgelagerte Reede oder ein anderer geschützter Ankerplatz sein. Deshalb wird im Rahmen der EU und der internationalen Schifffahrtsorganisation IMO von Notliegeplätzen (places of refuge) gesprochen. Seenot liegt vor, wenn aus Sicht des Kapitäns bei pflichtgemäßer Ermessensausübung eine unüberwindliche und zwingende Notlage mit Gefahr für Schiff, Ladung oder darauf befindliche Menschen besteht.

## Zweck
Brennende oder Leck geschlagene Schiffe sollen möglichst schnell an einen sicheren Liegeplatz gebracht werden, um dort Rettungsmaßnahmen durchführen zu können. Die Gefahr für die Meeresumwelt soll dadurch ebenfalls reduziert werden.

## Rechtlicher Hintergrund
Verschiedene Länder haben in bilateralen Verträgen sogenannte Notstands-Klauseln, in denen die gegenseitige Hilfe bei Seenot, Strandung/Grundberührung und Schiffbruch zugesichert wird. Jedoch können die Staaten mit dem Verweis auf die Gefährdung ihrer Meeresumwelt die Einfahrt in ihre Gewässer und Nothäfen verweigern.
Sowohl die Internationale Seeschifffahrts-Organisation als auch die Europäische Union haben Richtlinien und Vorschriften über die Passage beschädigter und in Seenot geratener Schiffe aufgestellt. Diese gelten bisher nur für Notfälle in küstennahen Gewässern. Jedoch traf genau dieser Fall z. B. auf die 2012 im Atlantik havarierte und in europäische Gewässer geschleppte MSC Flaminia nicht zu.

## Europäisches Nothafen-Konzept
Nachdem im Jahr 2012 die havarierten MSC Flaminia und die MT Stolt Valor aufgrund befürchteter Umweltschäden wochenlang keine Notliegeplätze anlaufen durften, erarbeitete die EU mit der European Maritime Safety Agency (EMSA) bis 2016 neue operative Richtlinien (EU Operational Guidelines on Places of Refuge).

## Deutschland

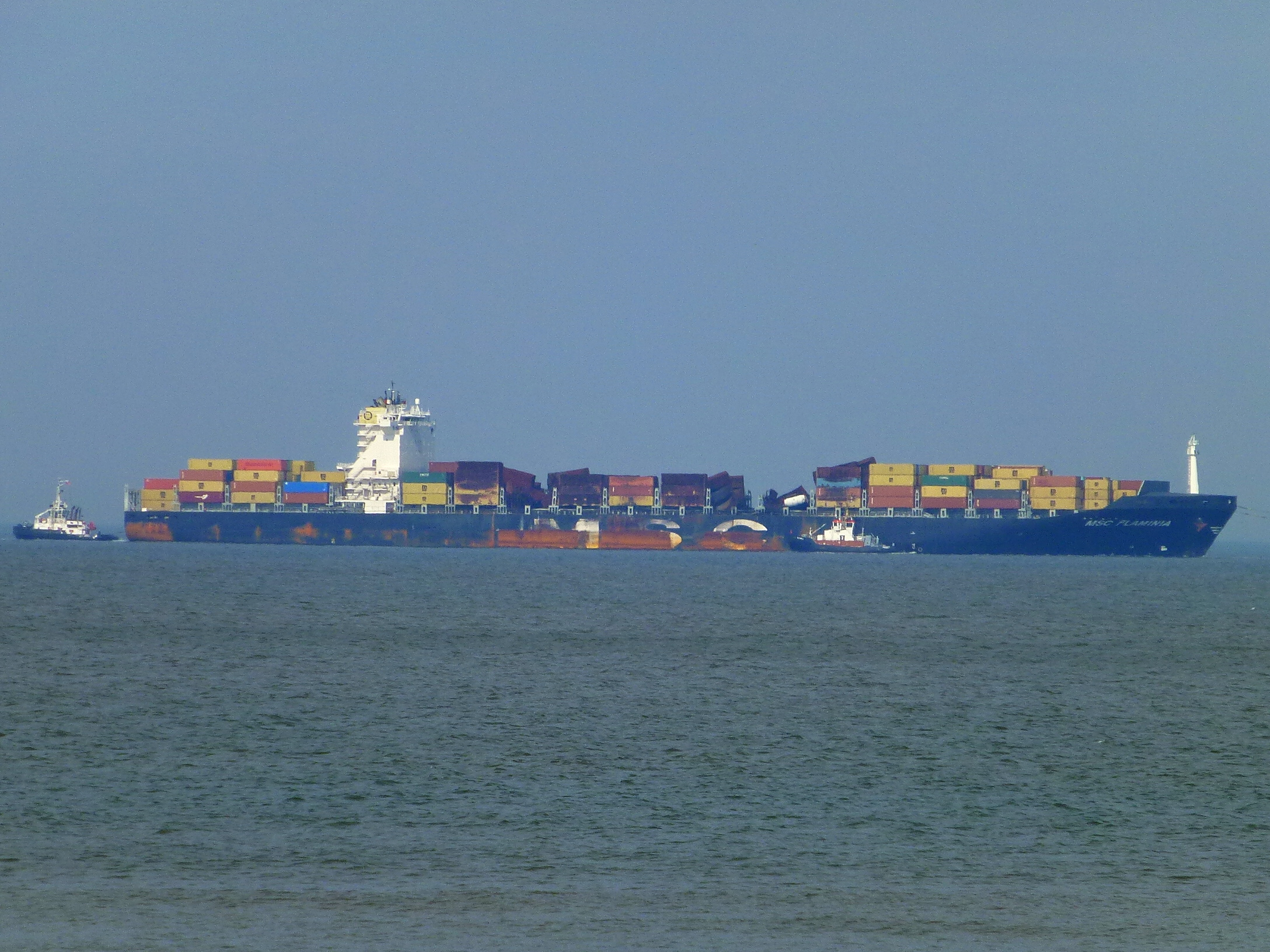
Der Havarist MSC Flaminia wird von Schleppern nach Wilhelmshaven gebracht, 9. September 2012

Die Hafenkapitäne und Wasserstraßen- und Schifffahrtsämter melden Liegeplätze an das Havariekommando. Dieses entscheidet im Einvernehmen mit den Landes- und Bundesbehörden bei komplexen Schadenslagen anhand von Parametern wie Art und Ladung des Schiffs, Verfügbarkeit von Sachverständigen, Notfallplänen und Risikoanalyse über den Zugang zu einem geeigneten Liegeplatz. Für den Massenanfall von Patienten werden nach dem Gesetz zur Durchführung der Internationalen Gesundheitsvorschriften von 2005 bei den Häfen der Städte Bremen, Bremerhaven, Hamburg, Kiel, Rostock und Wilhelmshaven Kernkapazitäten für den Infektionsschutz vorgehalten.